# لجنة تقصي هايكرافت

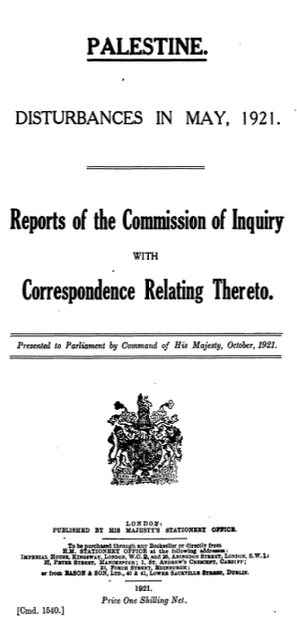
لجنة تقصي هايكرافت، وثيقة الأوامر رقم 1540

لجنة تقصي هايكرافت Haycraft Commission of Inquiry، كانت لجنة ملكية تم تشكيلها للتحقيق في اضطرابات يافا 1921، لكنها وسعت نطاق عملها وأصدرت تقريرها الذي يحمل اسم «فلسطين: اضطرابات مايو 1921». ألقى التقرير اللوم على العرب في ارتكابهم أعمال العنف، لكنه حدد سلسلة المظالم المتعلقة التي تبدو ضمن مصالح المهاجرين اليهود، الذين كانوا يشكلون 10% من السكان وأعدادهم في تزايد مستمر. وقد أتخذت بعد التدابير التي تخفف من وطأة عدم الارتياح العربي، لكن تم مساعدة الجاليات اليهودية في تسليح أنفسهم وفي النهاية تم تجاهل التقرير، وتم أعتبار التقرير غير أسترضائي.

## أعمال اللجنة
كانت اللجنة تحت رئاسة السير توماس هايكرافت، الذي أصبح فيما بعد كبير قضاة المحكمة العليا في فلسطين وعضوية هاري لوك، مساعد حاكم القدس وستوبس من الإدارة القضائية. كان المسلمون ممثلون من خلال عارف الدجاني، والمسيحيون يمثلهم إلياس أفندي مشبك واليهود يمثلهم د. موردخاي إلياش. تم نشر التقرير في أكتوبر 1921.

## التوصيات

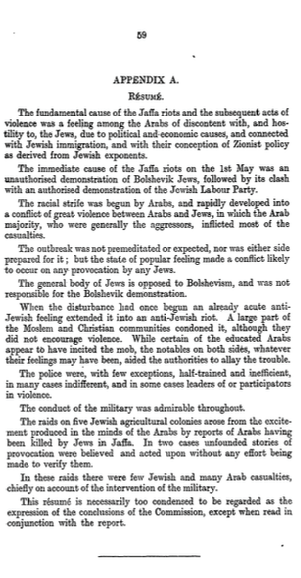
ملخص توصيات تقرير لجنة هايكرافت.

خلص التقرير إلى أن أعمال العنف المقترفة من قبل العرب ضد اليهود كانت على ما يبدو بسبب اشتباك وقع بين الحزب الشيوعي اليهودي أو البلاشڤة وحزب العمال اليهودي المفوض لكن هذا «لم يكن ليزيد عن إشعال شغب شوارع من النوع العادي».
في ملخص التقرير تم إدراج مظالم العرب على النحو التالي:
1. البريطانيون في فلسطين، تحت قيادة صهيونية حالياً، قد تبنو «سياسة موجهة مباشرة لتأسيس وطن قومي لليهود، وليست عادلة لجميع الفلسطينيين».
2. الهيئة الاستشارية الرسمية للحكومة في فلسطين، اللجنة الصهيونية، تضع مصالح اليهود فوق مصلحة الآخرين.
3. هناك نسبة غير مبررة لليهود في الحكومة.
4. جزء من البرنامج الصهيوني كان يهدف لإغراق البلاد بالأشخاص «ذوي القدرة التجارية والتنظيمية الأكبر» مما يؤدي في النهاية لأن تصبح لهم اليد العليا على بقية السكان.
5. يمثل المهاجرون «خطر اقتصادي» على البلاد بسبب منافستهم، ولأنهم لهم الأولوية في هذه المنافسة.
6. يقوم المهاجرون بمهاجمة العرب «بغطرستهم وازدراءهم للعادات الاجتماعية العربية».
7. نظراً لعدم كفاية الاحتياطات، سُمح للمهاجرين البلاشڤة بالدخول للبلاد مما أدى لحدوث فوضى اجتماعية واقتصادية في فلسطين.